# 建川博物馆

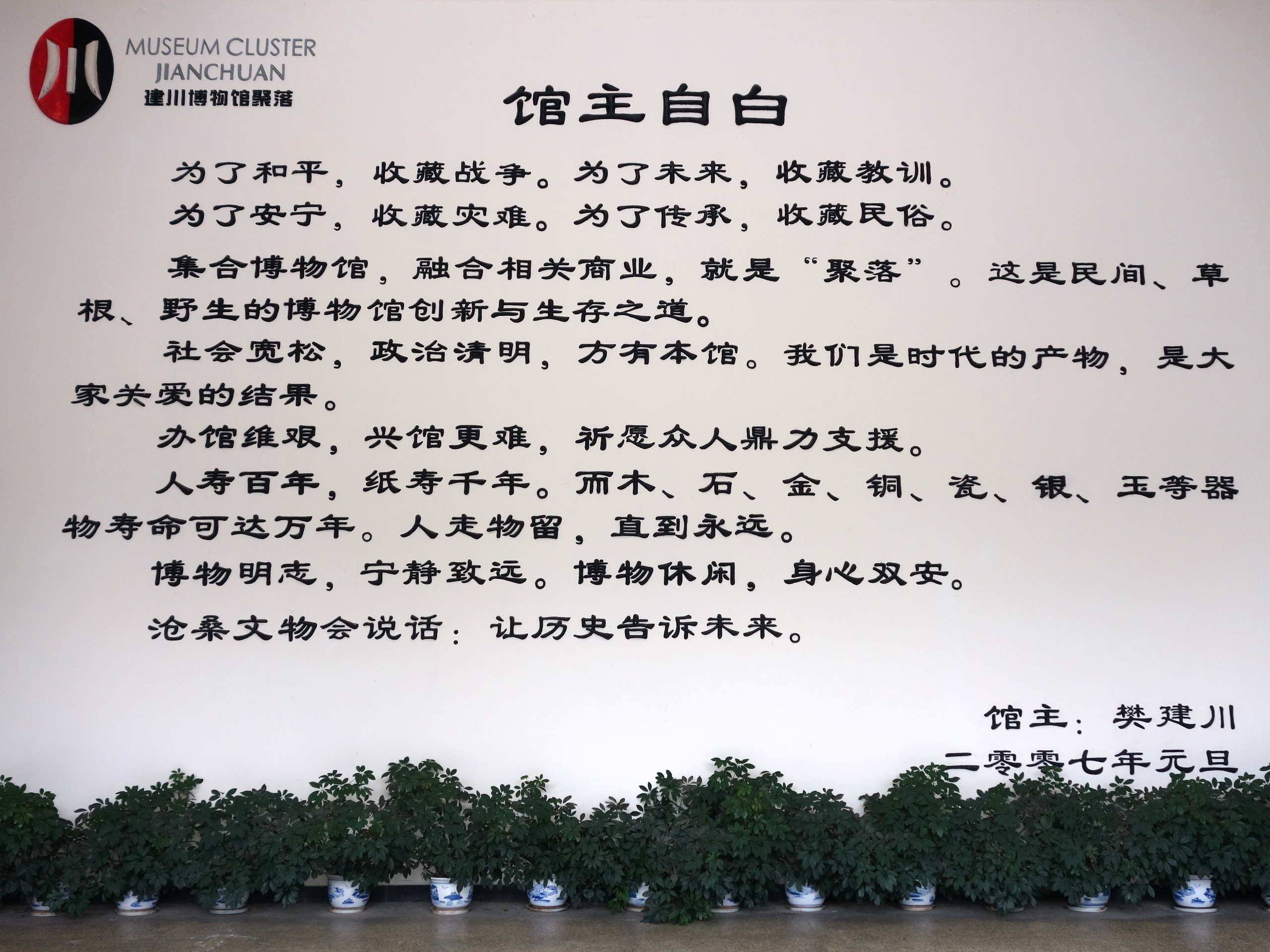
建川博物馆聚落馆长樊建川先生告白

建川博物馆，全称建川博物馆聚落（Jianchuan Museum Cluster），是国家级文化示范基地，由民营企业家樊建川创建，位于中國四川省成都市大邑县安仁古镇。建筑面积10余万平方公尺，藏品1000余万件，包括国家一级文物425件。博物馆包括抗战、民俗、红色年代、抗震救灾四大主题共32座分馆。

## 主题
为了和平，收藏战争；为了未来，收藏教训。
为了安宁，收藏灾难；为了传承，收藏民俗。

## 历史
2003年，樊建川买下大邑县的500亩商业用地，从此开始民间博物馆的创建和藏品收集。
2005年8月15日，博物馆开始对外开放。

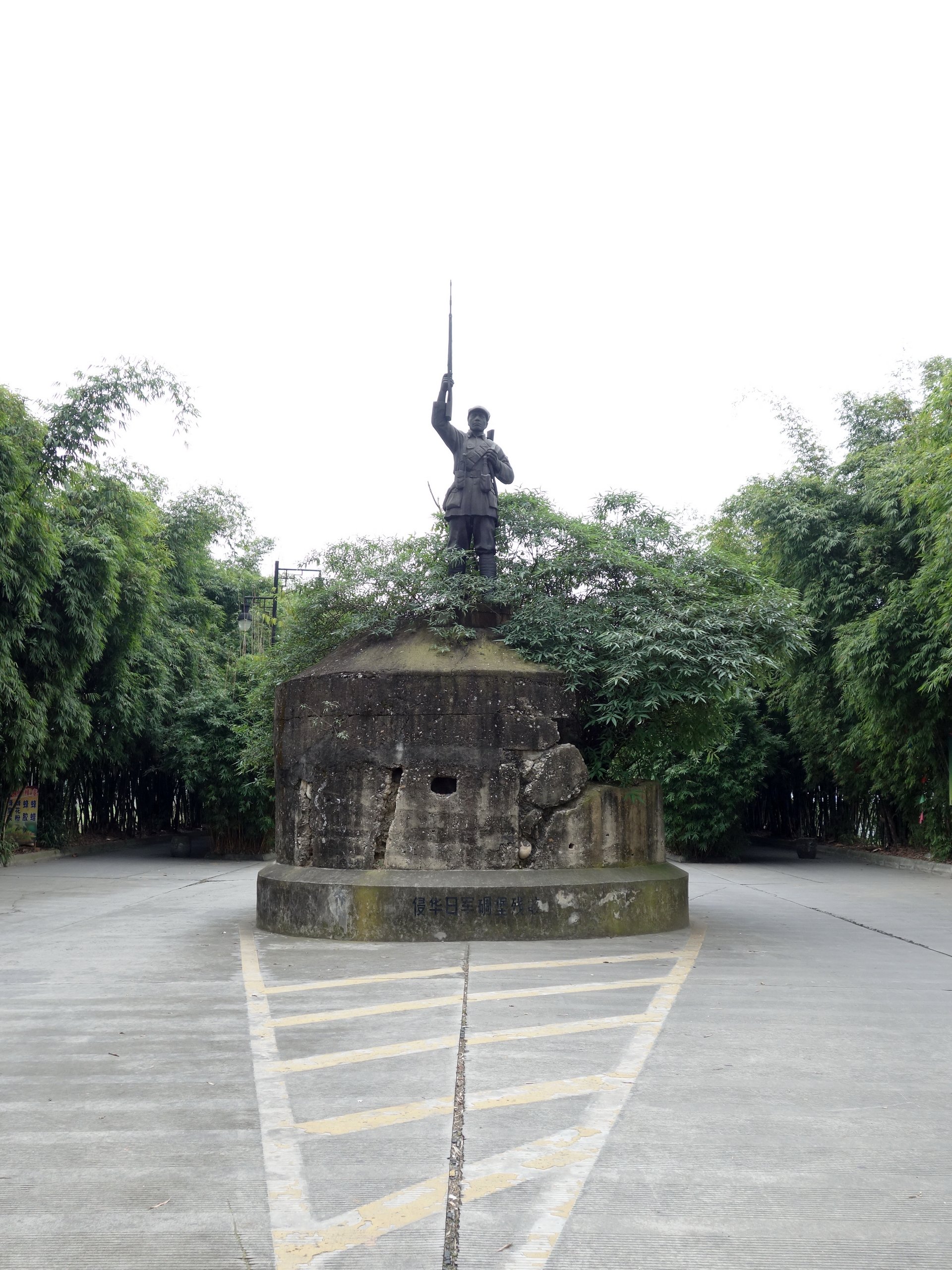
建川博物館聚落入口

2018年6月18日，由24个兵工生产洞改造而成的重庆建川博物馆开馆。

## 陈列展馆（四川）

### 抗战系列

#### 中流砥柱馆
建于2005年8月15日，于2017年9月29日完成扩建，设有三个主题单元，分别为“民族的脊梁”“敌后之岁月”“根据地建设”。主要展示了中共军队抗战的历程。展出文物来自博物馆多年的收藏以及抗战老兵和将帅后代的捐赠，约有2000件文物左右，其中国家一级文物27件。

#### 正面战场馆

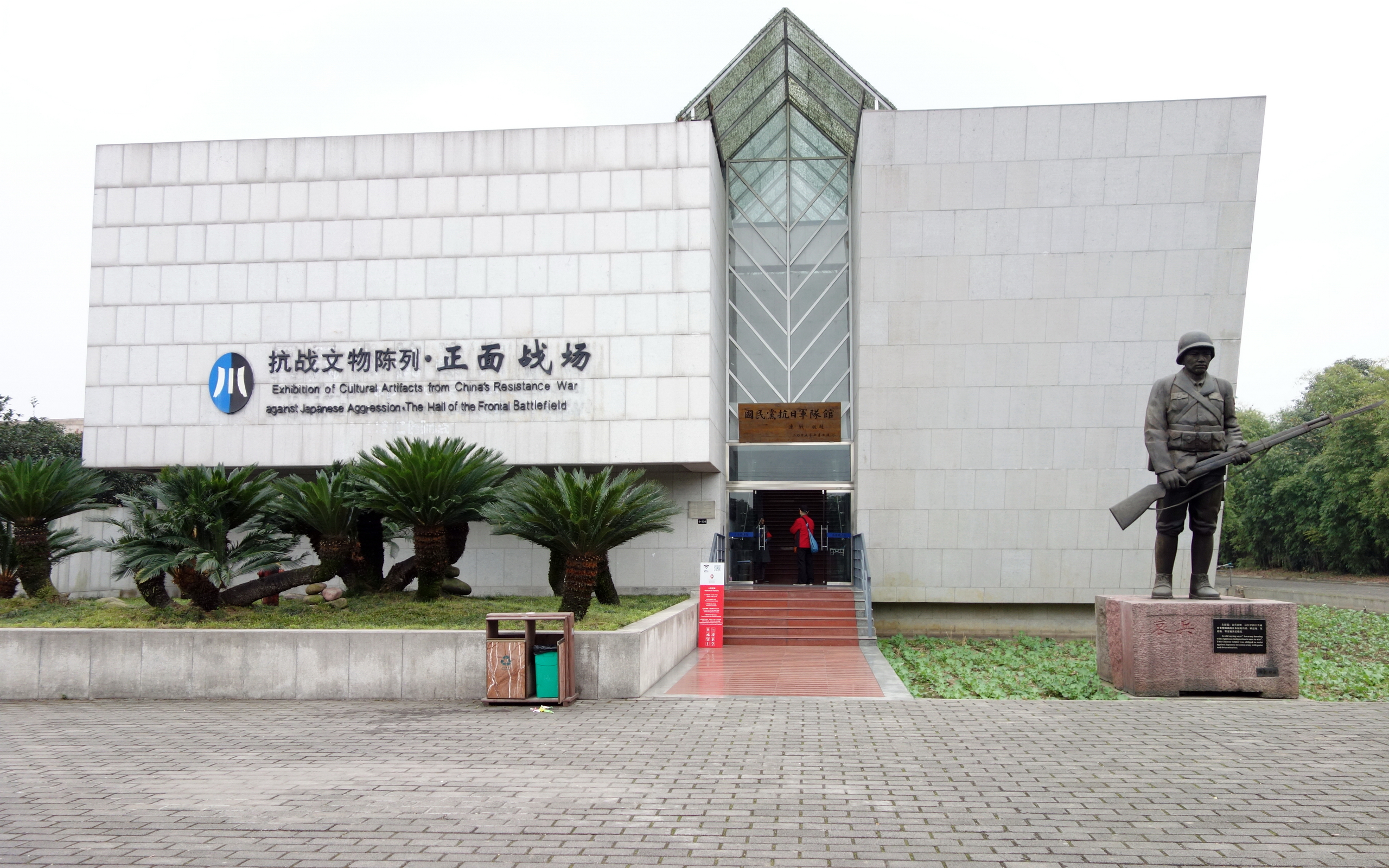
正面战场馆

建于2005年8月15日，主要反映1931年至1945年国民政府的抗战历史。

#### 飞虎奇兵馆
建于2005年8月15日，介绍了抗日战争期间美军援华的整体情况，特别是陈纳德将军和“飞虎队”的传奇经历，以此纪念美国援华。

#### 不屈战俘馆
建于2005年8月15日，通过大量珍贵历史照片和文物，揭露日军虐俘罪行，展示了被俘抗日将士的英勇不屈和悲惨遭遇。

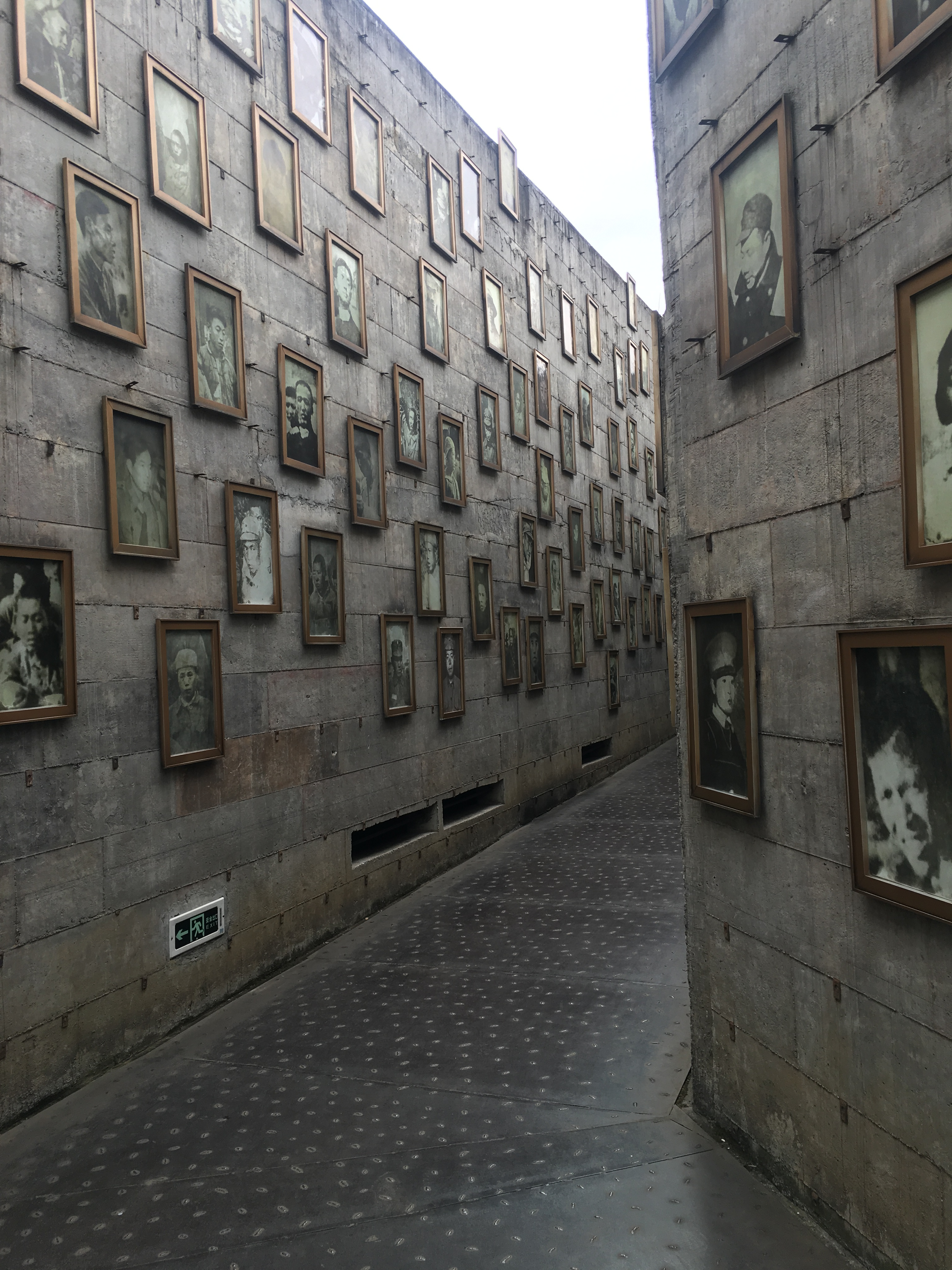
不屈戰俘館

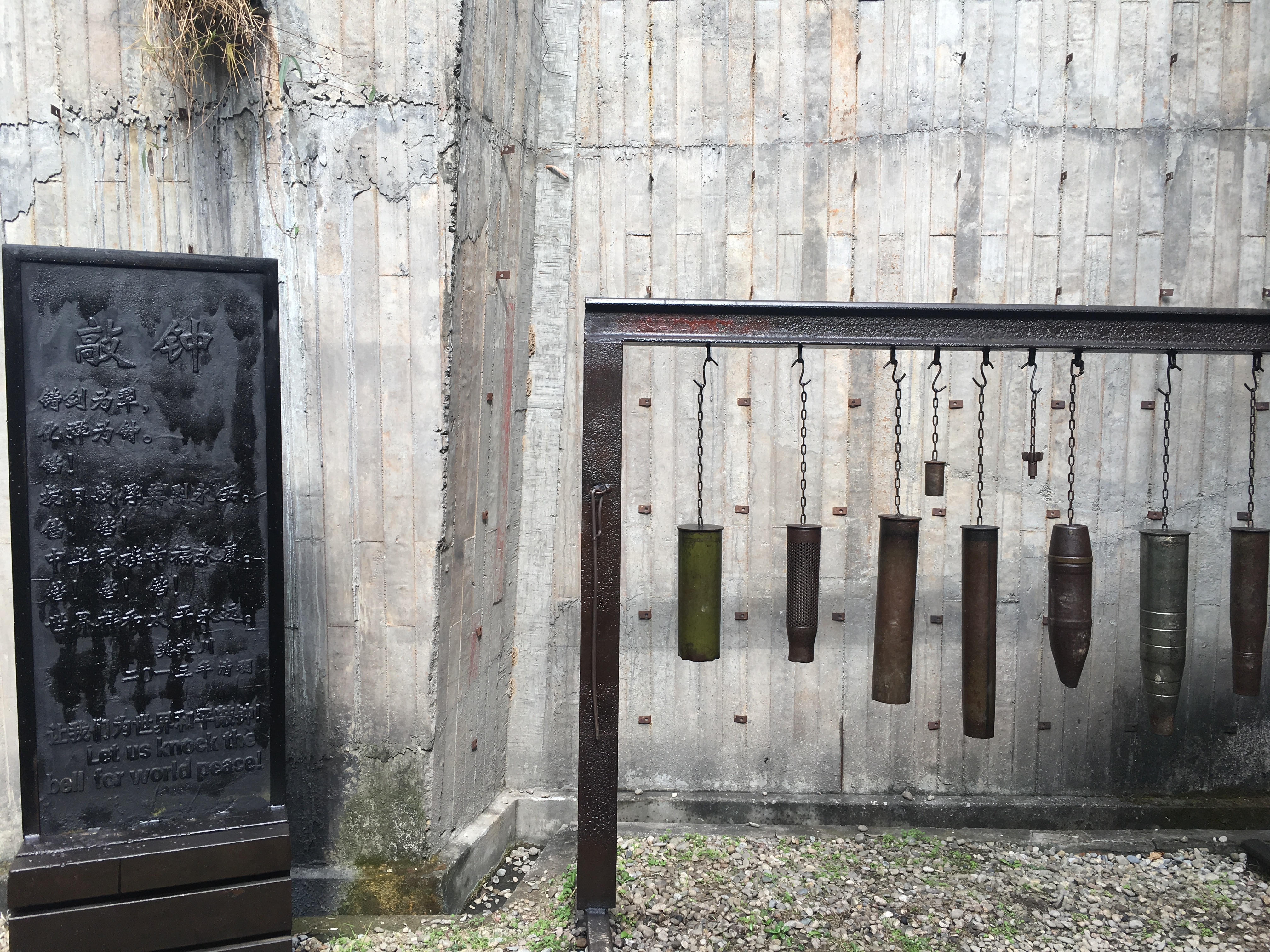
敲鐘

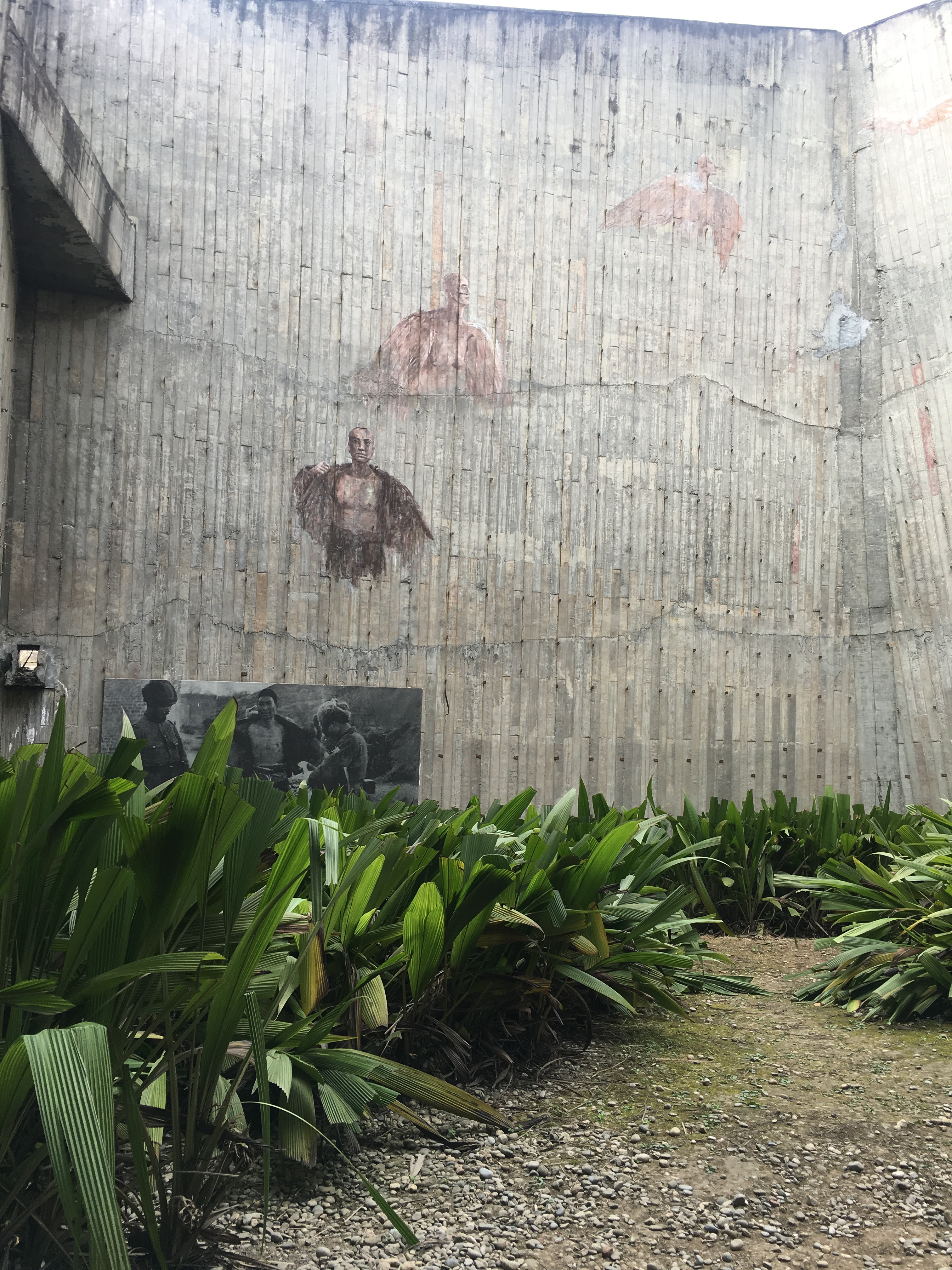
不屈戰俘藝術雕塑

#### 川军抗战馆
展示了30万川军、300万壮丁为抗战作出的巨大贡献。

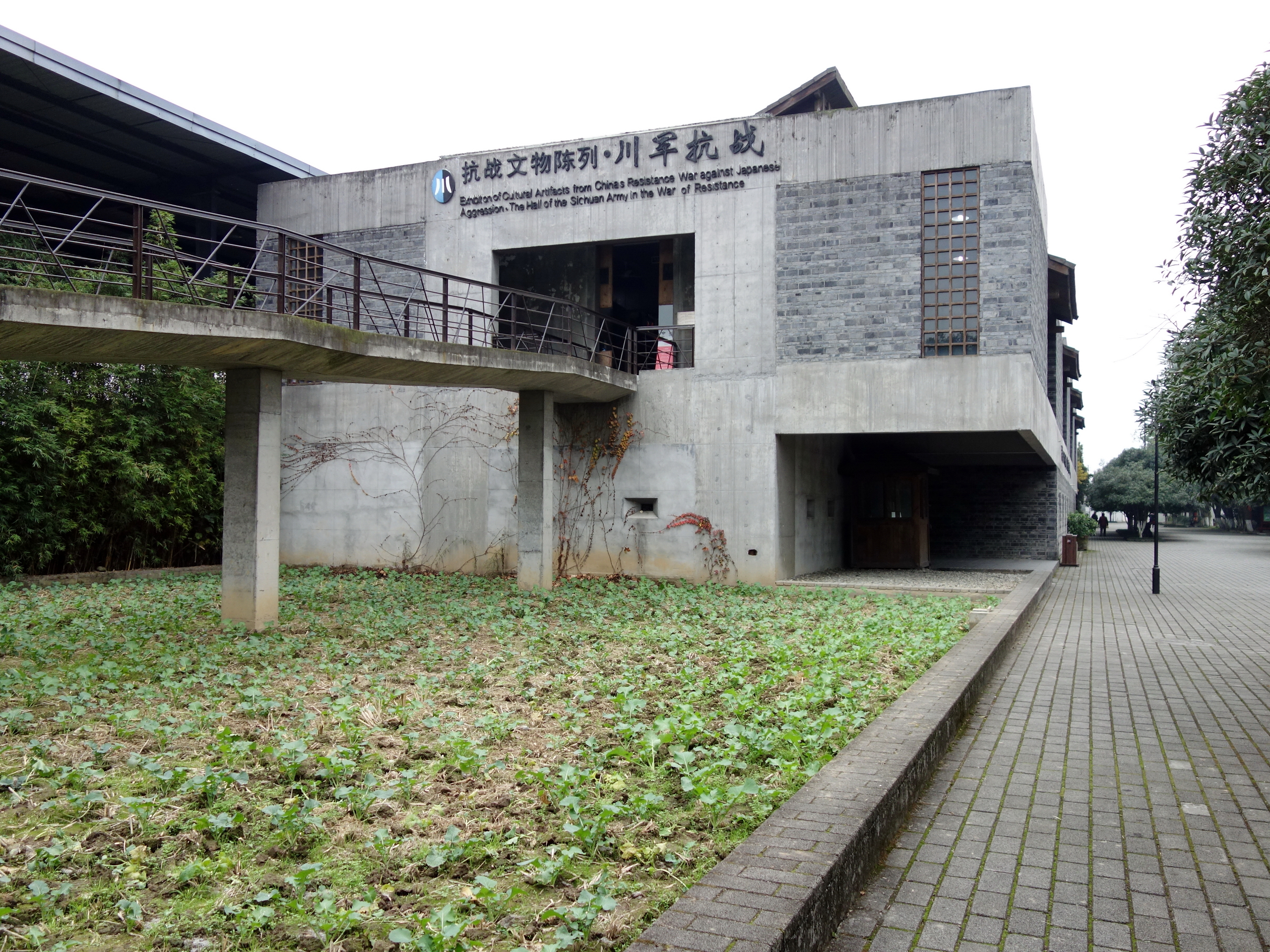
川军抗战馆

#### 日本侵华罪行馆
建于2005年8月15日，通过大量日军侵华物证揭露了1931至1945年间日军侵华的残暴罪行。

#### 中国壮士群雕广场
占地面积约1万平方米，200多座高达2米的壮士群像各守当年的战斗岗位，以军人列队方式站立。

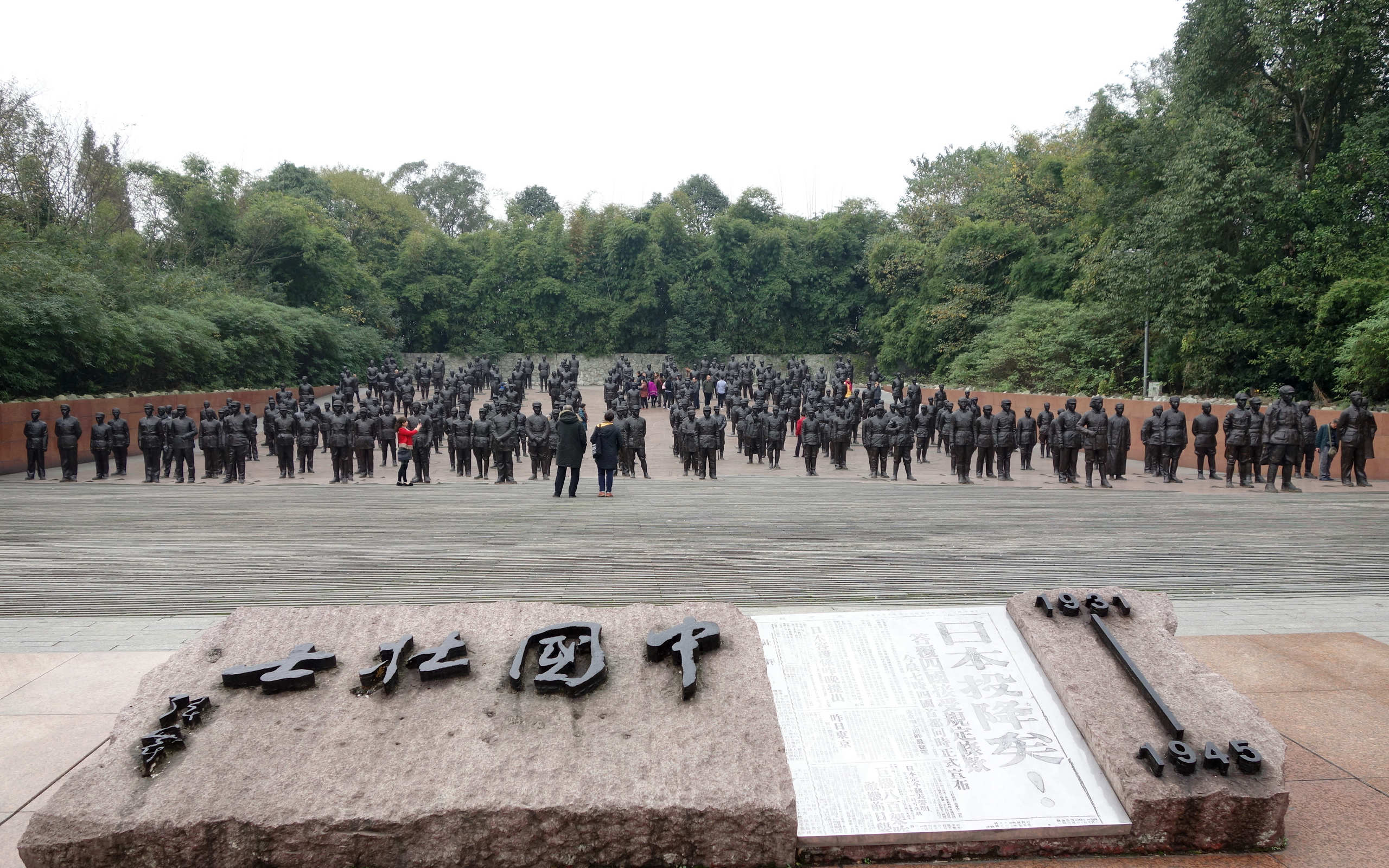
中国壮士群雕广场

#### 抗战老兵手印广场
占地面积约3000平方米，采用腐蚀钢化玻璃的方式，展出了4000余名抗战老兵的手模。

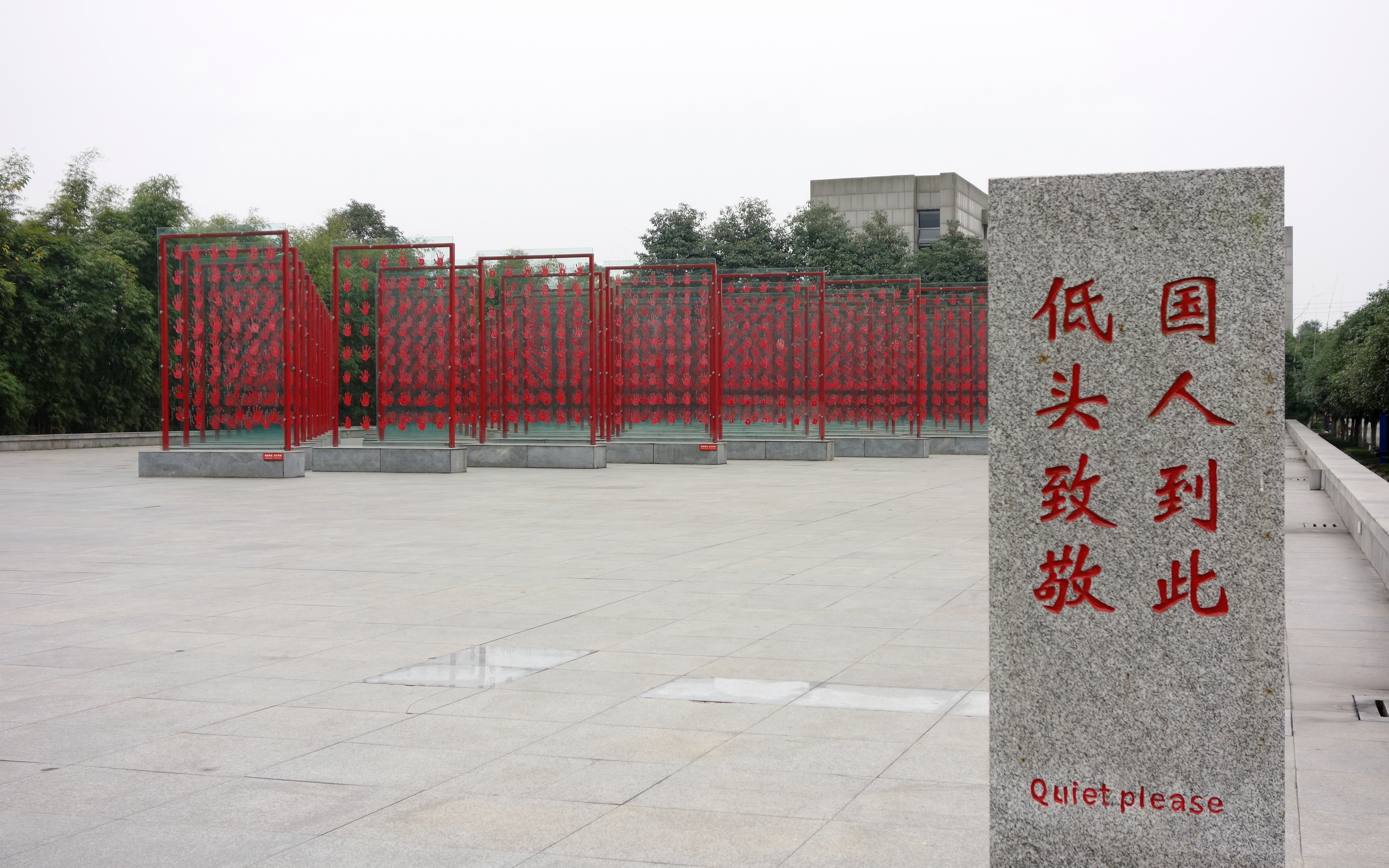
178.996x178.996像素

#### 红军长征在四川纪念馆

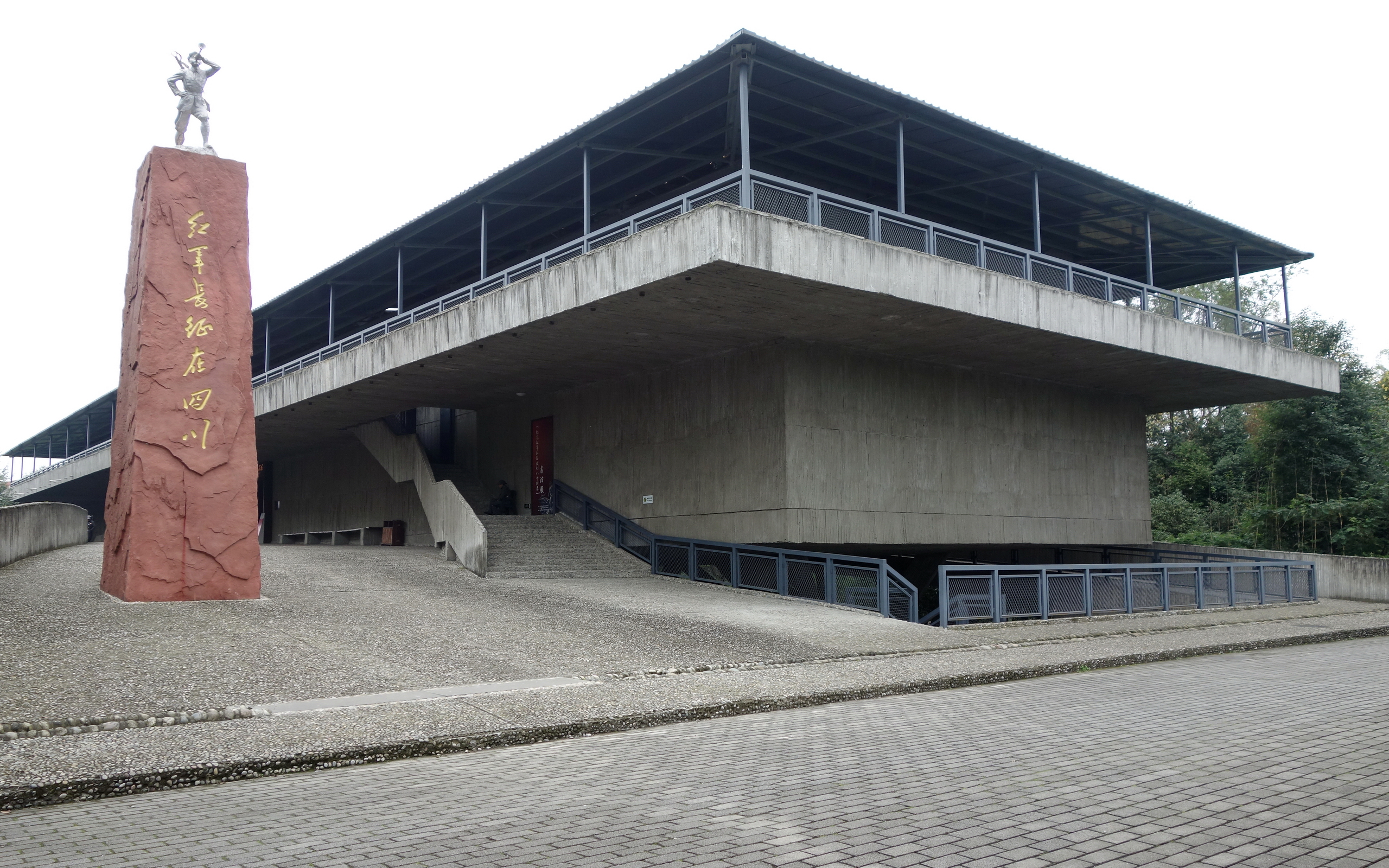
红军长征在四川纪念馆

主要反映中共红军长征的历史。

#### 援华义士广场
以雕塑纪念史迪威、肖特、库里申科、白求恩、约翰·拉贝、明妮·魏特琳、尹奉吉等40位“援华义士”代表。

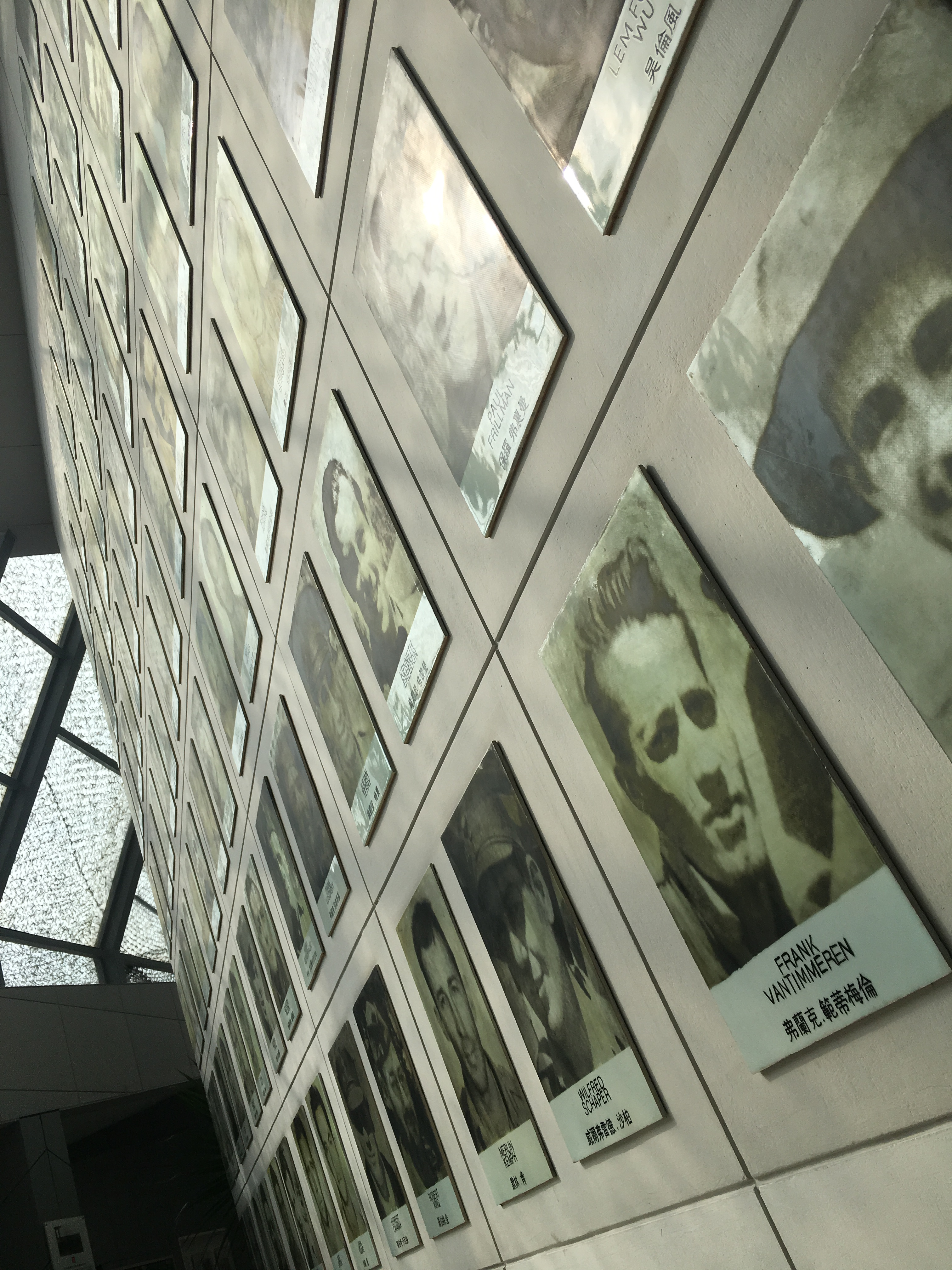
美國援華館

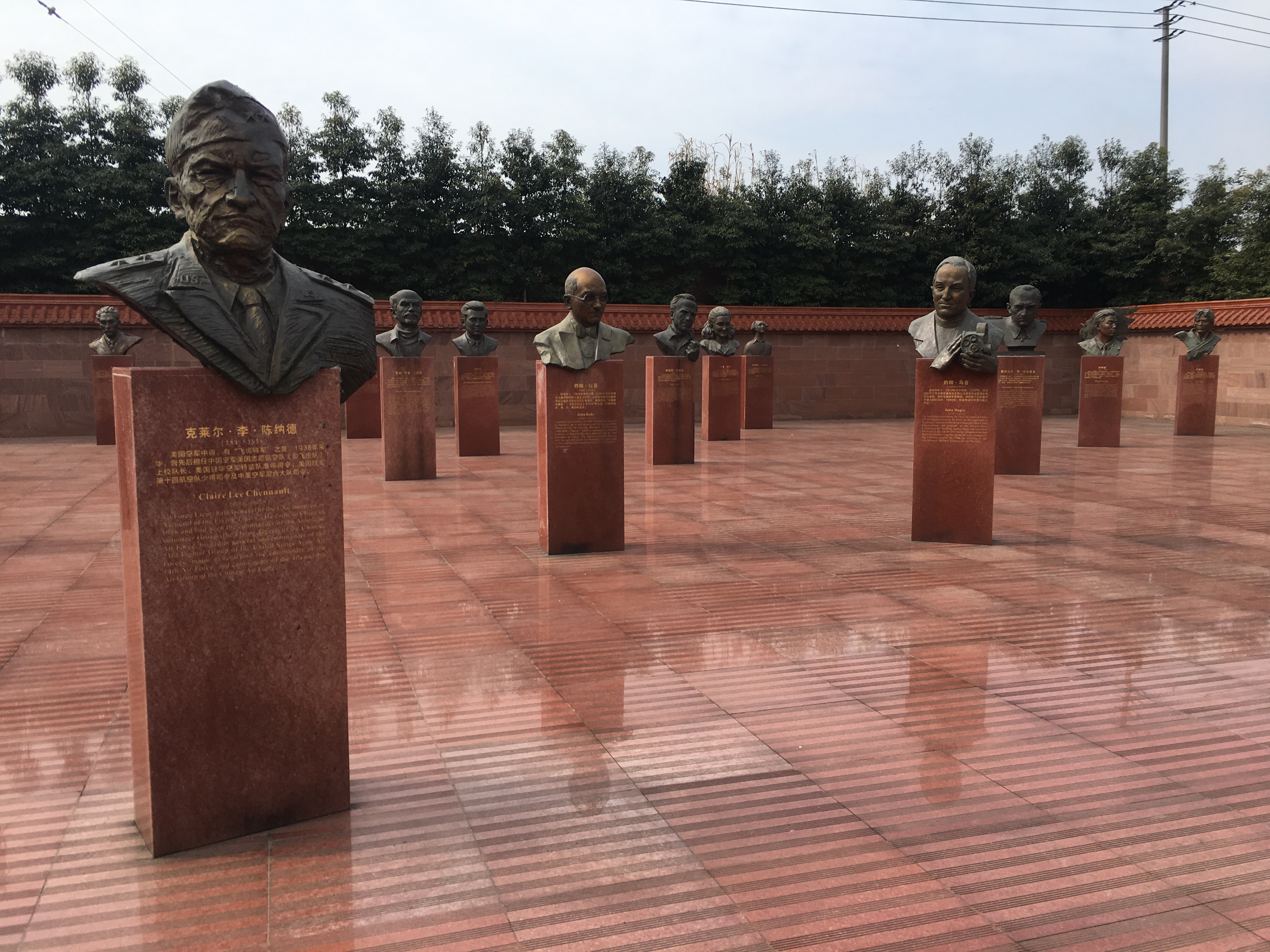
援華外國義士

### 红色年代系列

#### 知青生活馆
建筑面积2000余平方米，含有四个主题的内容：知青历史、知青岁月、知青磨难、知青人物。

#### 中航工业航空三线博物馆
由建川博物馆与中国航空工业集团合作建设，介绍了在三线建设时期航空事业的发展与建设。

#### 李振盛摄影博物馆
展出了数百幅老照片与上千件文物，分为“青葱岁月”、“火红年代”、“风云历程”、“时代新篇”四个主题。

#### 红色年代瓷器陈列馆
集中陈列了数千件红色年代瓷器。

#### 红色年代章钟印陈列馆
展陈了红色年代的各种像章、座钟与公章。

#### 红色年代生活用品陈列馆
通过大量文物、图片、场景，展现了红色年代中普通老百姓的生活状况。

#### 邓公词
精选了100条邓小平在各个时期的言论。

#### 红色年代镜面馆
包括“毛主席语录”镜面、“毛主席诗词”镜面、敬祝语镜面、革命圣地镜面、口号语镜面、样板戏镜面、纪念镜面、生活景象镜面、楹联匾额镜面九大主题。

紅色年代鏡面館

### 地震系列

#### 5.12汶川大地震博物馆
2009年5月12日，汶川大地震博物馆开馆，通过几千幅图片、4万余件地震灾难和救援实物，真实记录了汶川地震的场景。猪坚强亦为藏品之一。出口处设有遇难者浮雕《尊容》。

#### 地震美术作品馆
展出了5.12地震后全国艺术家创作的雕塑、油画、中国画、书法等作品。

#### 5.12抗震救灾纪念馆
分为序篇和“坚强领导，心系人民”、 “争分夺秒，全力营救”、“临危不惧，奋起自救”、“八方支援，共克时艰”、“恢复生产，重建家园”、“伟大精神，不竭动力”六大部分。

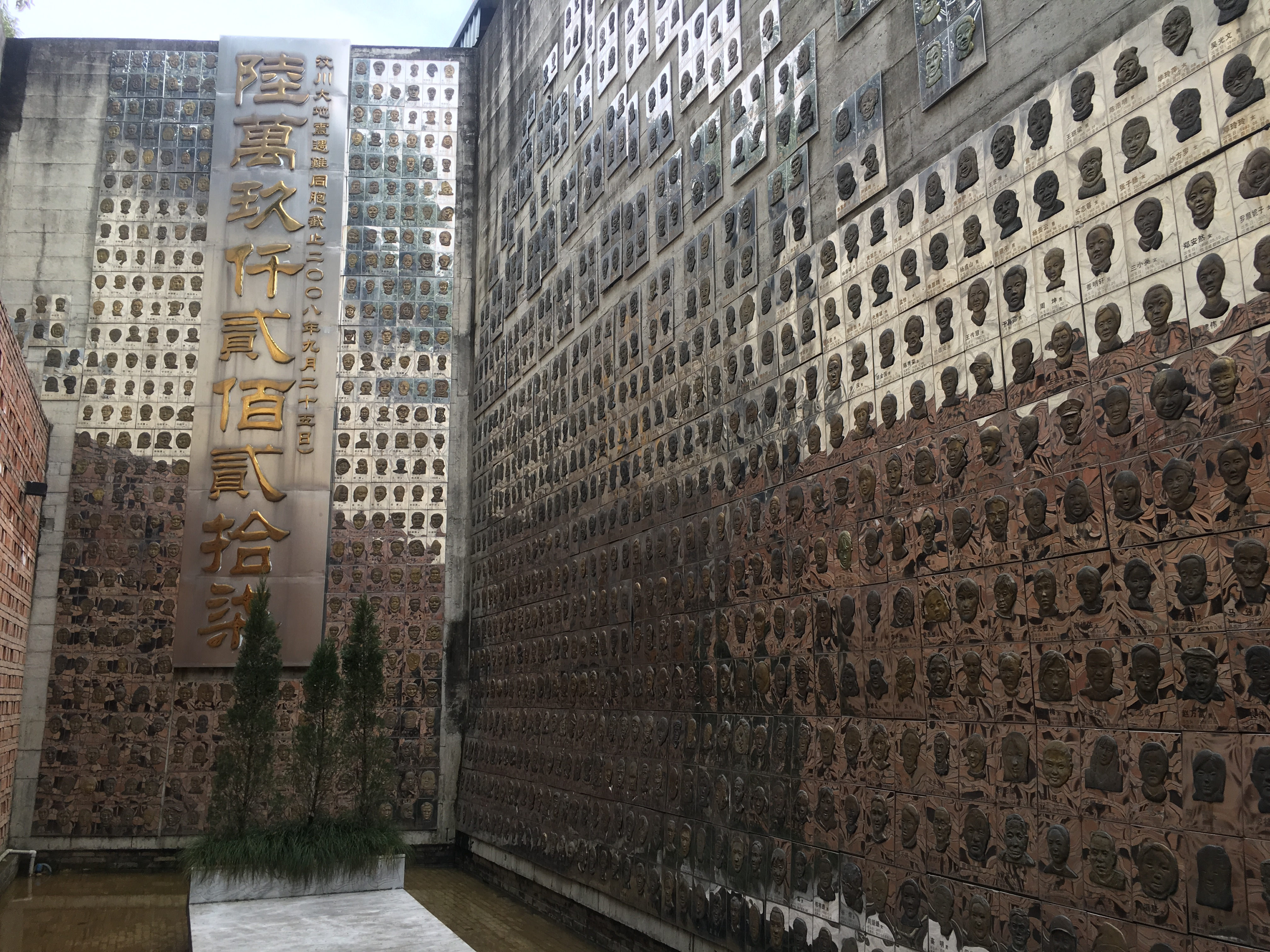
汶川地震館

#### 胡慧珊纪念馆
占地面积52平方米，建筑面积19平方米，由建筑师刘家琨设计捐建。收藏了在地震中遇难的初三女生胡慧珊的遗物，以表示对普通生命的尊重。

## 陈列展馆（重庆）

### 抗战系列

#### 兵工署第一工厂旧址博物馆
设立于原“兵工署第一工厂旧址”的一处防空洞。通过文物、版面、场景复原、多媒体展示等形式，真实反映第一兵工厂的历史风貌和中国民族兵工产业发展的艰难历程，揭示中华民族不屈的抗日精神。

#### 抗战文物博物馆
抗战文物博物馆于入口处设立了一面印着数百名抗战老兵按下的红色掌印的手印墙。馆内展出了抗战时期多件珍贵文物——包括红军改编成八路军的改编令、冯玉祥亲手泥塑的花盆、丰子恺代表画作《胜利之夜》等国家一级文物。

### 兵工系列

#### 兵器发展史博物馆
通过种类繁多的兵器文物、图片还原了兵器从粗糙、笨重、功能单一向精致、迅捷、功能强大转变的历史全貌，全方位地展示了人类文明与科技及世界军事的发展进程。

### 红色年代系列

#### 票证生活博物馆
通过展陈票证时代百姓吃、穿、住、用、行及生活细节，辅以各种票证实物，清晰勾勒出中国百姓的社会风尚、生活习俗，形成几代人求生存、谋幸福的岁月画卷。

### 民俗系列

#### 中医药文化博物馆
通过中医药基本知识、常识内容陈列，揭示中医药的奥秘，普及中医药知识，旨在宣传提高人们对中医药的重视及中医药养生意识，推动医疗保健水平的提高，促进人们身心健康发展。

#### 重庆故事博物馆
展览以民间记忆为视角，择其历史片断、重要人物、地域文化，系统展示了以纤夫号子、码头饮食、码头言子代表的重庆民俗文化，展现了重庆在社会的各个方面的发展和进步。

#### 中国囍文化博物馆
围绕婚俗礼仪、结婚证照、婚嫁用品等“囍”文化，从民俗角度展示中国婚俗礼仪的变化，传达喜气，带出“愿天下有情人终成眷属，白头到老”的社会正能量。

#### 民间祈福文化博物馆
还原了几千年来，由于受到生产力和科技水平的制约，民间把信仰寄托在神仙人物身上，把祈福消灾寄托于神仙佑护的历史过程。通过展陈，让民众对民间祈福消灾的传统习俗有一个初步的了解和认识，同时向民众普及科学文化知识。